# Andreas Flinch
Andreas Flinch, né le 3 février 1813 à Copenhague et mort le 16 août 1872 à Frederiksberg, est un graveur sur bois et lithographe danois.

## Biographie
Andreas Flinch naît le 3 février 1813 à Copenhague.
Il travaille comme orfèvre, mais pratique ensuite la gravure sur bois par autodidaxie et introduit au Danemark une méthode spéciale qui consiste à dessiner le contour sur le bloc et à travailler les détails à main levée.
Il étudie à l'Académie royale des beaux-arts du Danemark de 1832 à 1838.
En 1840, il s'installe comme lithographe et publie le populaire Flinchs Almanak avec des illustrations gravées sur bois.
Andreas Flinch meurt le 16 août 1872 à Frederiksberg